# Phidippus octopunctatus
Phidippus octopunctatus este un păianjen săritor din SUA și Mexic, locuiește în regiunile de deșert, în special în Marele Bazin. Este unul dintre cei mai mari păianjeni din America de Nord, atinge în lungime cca 2,5 cm. Se hrănește cu lăcuste, albine și alte insecte. Este de culoare gri-maronie. Spre deosebire de Phidippus californicus care trăiește în același habitat, el construiește un cuib mare și vizibil printre ramurile unui tufiș.